# Assalto ao banco de Tíflis
O assalto ao banco de Tíflis, também conhecido como a expropriação da Praça de Erevã, foi um assalto à mão armada em 26 de junho de 1907[a] na cidade de Tíflis, região homônima do vice-reino do Cáucaso, no Império Russo (atual Tiblíssi, capital da Geórgia). Um transporte bancário foi roubado pelos bolcheviques para financiar suas atividades revolucionárias. Ladrões atacaram uma diligência do banco e policiais e militares ao redor usando bombas e armas enquanto o veículo estava transportando dinheiro pela Praça de Erevã (atual Praça da Liberdade) entre o escritório de correios e a filial de Tíflis do Banco Estatal do Império Russo. O ataque matou quarenta pessoas e feriu outras cinquenta, de acordo com documentos oficiais do arquivo. Os ladrões escaparam com 341 mil rublos.
O assalto foi organizado por vários líderes bolcheviques, incluindo Josef Stalin, Vladimir Lenin, Maxim Litvinov, Leonid Krasin e Alexander Bogdanov, e executado por um grupo de revolucionários liderados pelo partidário de Stalin, Simon Arshaki Ter-Petrosian (Kamo). Como tais atividades foram explicitamente proibidas pelo V Congresso do Partido Operário Social-Democrata Russo (POSDR), o assalto e os assassinatos causaram indignação no partido contra os bolcheviques (uma facção dentro do POSDR). Como resultado, Lenin e Stalin tentaram distanciar-se do ocorrido. Os acontecimentos em torno do incidente e assaltos semelhantes dividiram a liderança da facção, com Stalin e Lenin opondo-se a Bogdanov e Krasin. Apesar do sucesso do assalto e da grande soma envolvida, os bolcheviques não podiam usar a maioria das cédulas obtidos com o roubo porque seus números de série eram conhecidos pela polícia. O líder bolchevique concebeu um plano para que vários indivíduos trocassem as notas de uma só vez em vários locais por toda a Europa em janeiro de 1908, mas essa estratégia falhou, resultando em várias prisões, publicidade mundial e reação negativa dos social-democratas europeus.
Kamo foi pego na Alemanha logo após o assalto, mas evitou com sucesso um julgamento criminal fingindo insanidade por mais de três anos. Ele conseguiu escapar de sua enfermaria psiquiátrica, mas foi capturado dois anos depois ao planejar outro assalto. Foi condenado à morte por seus crimes, incluindo o assalto de 1907, mas sua sentença foi comutada para prisão perpétua; foi libertado após a Revolução de 1917. Nenhum dos outros principais participantes ou organizadores do assalto foi levado a julgamento. Após sua morte, um túmulo e um monumento a Kamo foram erguidos perto da Praça de Erevã, nos Jardins Pushkin. Este monumento foi posteriormente removido, e os restos do revolucionário foram movidos para outro lugar.

## Contexto

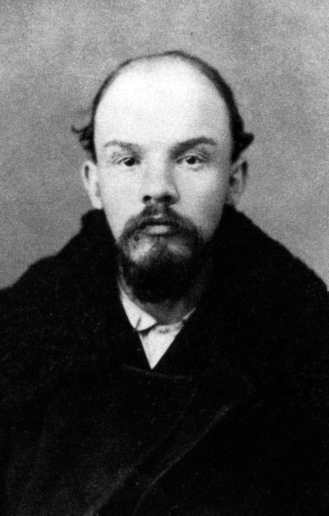
Fotografia policial de Vladimir Lenin de dezembro de 1895

O POSDR, antecessor do Partido Comunista da União Soviética, foi formado em 1898. O objetivo do partido era mudar o sistema econômico e político do Império Russo através de uma revolução proletária de acordo com a doutrina marxista. Ao lado de suas atividades políticas, o POSDR e outros grupos revolucionários (como anarquistas e socialistas revolucionários) praticaram uma série de operações militantes, incluindo "expropriações", um eufemismo para assaltos à mão armada ou fundos privados para apoiar atividades revolucionárias.
A partir de 1903, o POSDR foi dividido entre dois grandes grupos: os bolcheviques e os mencheviques. Após a repressão da Revolução de 1905 pelo Império Russo, o partido realizou seu V Congresso entre maio e junho de 1907 em Londres com a esperança de resolver as diferenças entre as duas facções. Uma questão que ainda separava os dois grupos era a divergência de seus pontos de vista sobre atividades militantes e, em particular, "expropriações". Os bolcheviques mais militantes, liderados no V Congresso por Vladimir Lenin, apoiaram a continuação do uso de assaltos, enquanto os mencheviques defendiam uma abordagem mais pacífica e gradual da revolução e opuseram-se às operações militantes. Nessa reunião, foi aprovada uma resolução condenando a participação ou a assistência a todas as atividades militantes, incluindo "expropriações" como "desorganizadoras e desmoralizantes", e apelou para que todas as milícias do partido fossem dissolvidas. Esta resolução passou com 65 por cento de apoio e seis por cento de oposição (outros se abstiveram ou não votaram). Todos os mencheviques e mesmo alguns bolcheviques apoiavam a resolução.
Apesar da proibição do partido unificado em comitês separados, durante o V Congresso, os bolcheviques elegeram seu próprio órgão de governo, chamado Centro Bolchevique, e mantiveram segredo do resto do partido. O Centro Bolchevique foi liderado por um "Grupo Financeiro" que consistia em Lenin, Leonid Krasin e Alexander Bogdanov. Entre outras atividades do partido, a liderança bolchevista já havia planejado uma série de "expropriações" em diferentes partes da Rússia no momento do V Congresso e estava aguardando um grande assalto em Tíflis, que ocorreu apenas algumas semanas após o encerramento da reunião.

## Preparação
Antes do encontro do V Congresso, os bolcheviques do comando realizaram uma reunião em Berlim, em abril de 1907, para discutir a realização de um assalto para obter fundos para comprar armas. Entre os participantes estavam Josef Stalin, Krasin, Bogdanov, Lenin e Maxim Litvinov. O grupo decidiu que Stalin, então conhecido por seu antigo nome de guerra Koba,[b] e o armênio Simon Ter-Petrossian, conhecido como Kamo, deveria organizar um assalto bancário na cidade de Tíflis.
Stalin, de 29 anos, morava na cidade com sua esposa Ekaterina e filho recém-nascido Yakov. Ele era experiente na organização de roubos, sequestros, assassinatos e também com contrabandos, e todas essas façanhas o ajudaram a ganhar uma grande reputação como o principal financiador do Centro. Kamo, quatro anos mais novo, tinha reputação por sua crueldade; mais tarde em sua vida, ele esfaqueou o coração de um homem no peito. No momento da conspiração, Kamo dirigia uma organização criminosa chamada "o enxoval". Stalin disse que ele era "um mestre do disfarce", e Lenin o chamou de seu "bandido caucasiano". Stalin e Kamo cresceram juntos, e aquele converteu este ao marxismo.
Após a reunião de abril, Stalin e Litvinov viajaram para Tíflis para informar Kamo dos planos e organizar o ataque. De acordo com The Secret File of Joseph Stalin: A Hidden Life, de Roman Brackman, enquanto Stalin estava trabalhando com os bolcheviques para organizar atividades criminosas, também estava atuando como informante da Okhrana, a polícia secreta russa. Brackman alega que, uma vez que o grupo voltou para Tíflis, Stalin informou o oficial Mukhtarov, seu contato com a polícia secreta russa, sobre os planos de assalto bancário e prometeu fornecer mais informações à Okhrana em um momento posterior.
Em Tíflis, Stalin começou a planejar o assalto. Ele estabeleceu contato com duas pessoas com informações privilegiadas sobre as operações do Banco Estatal: um funcionário do banco chamado Gigo Kasradze e um velho amigo da escola chamado Voznesensky, que trabalhava no escritório de correio bancário da cidade. Mais tarde, Voznesensky afirmou que ele havia ajudado no roubo por admiração à poesia romântica de Stalin. Voznesensky trabalhou no escritório do correio bancário de Tíflis, dando-lhe acesso a um horário secreto que mostrava o tempo em que o dinheiro seria transferido por diligência para a filial do Banco Estatal na cidade. Ele notificou Stalin que o banco receberia um grande carregamento de dinheiro por meio de carruagens puxadas a cavalo em 26 de junho de 1907.
Krasin ajudou a fabricar bombas para usar no ataque à diligência. A brigada de Kamo contrabandeou bombas para Tíflis, escondendo-as dentro de um sofá. Apenas semanas antes do assalto, Kamo detonou acidentalmente uma das bombas de Krasin ao tentar ajustar o fusível. A explosão o feriu gravemente nos olhos, deixando uma cicatriz permanente. Ele ficou confinado em sua cama por um mês devido a dor intensa e não se recuperou completamente no momento do assalto.

## Dia do assalto
No dia do assalto, 26 de junho de 1907, os 20 organizadores, incluindo Stalin, encontraram-se perto da Praça de Erevã (apenas a dois minutos da conferência, do banco e do palácio do vice-rei) para finalizar seus planos, e após a reunião, eles foram para os lugares designados em preparação para o ataque. As autoridades russas tomaram conhecimento de que uma grande ação estava sendo planejada por revolucionários em Tíflis e aumentaram a presença de seguranças na praça principal; antes do assalto, foram avisados e estavam guardando todas as ruas do local. Para lidar com o aumento da segurança, os membros das gangues viram patrulhamento de gendarmes e policiais antes do assalto e os vigias foram posicionados olhando para baixo na praça além.
Os membros da gangue costumavam se vestir como camponeses e esperavam nas esquinas com revólveres e granadas. Em contraste com os outros, Kamo estava disfarçado como um capitão de cavalaria e chegou à praça em um fáeton, um tipo de carruagem aberta puxada por cavalos.
Os conspiradores tomaram a taberna de Tilipuchuri diante da praça em preparação para o assalto. Uma testemunha, David Sagirashvili, declarou mais tarde que ele andava na Praça de Erevã quando um amigo chamado Bachua Kupriashvili, que mais tarde se mostrou um dos ladrões, convidou-o para uma taberna e pediu-lhe que ficasse. Uma vez dentro do estabelecimento, Sagirashvili percebeu que homens armados estavam impedindo as pessoas de sair. Quando eles receberam um sinal de que a diligência do banco estava se aproximando da praça, os homens armados rapidamente deixaram o prédio com as pistolas na mão.
A filial de Tíflis do Banco Estatal do Império Russo tinha providenciado transportar fundos entre as agências de correios e o Banco Estatal por diligência a cavalos. Dentro da diligência estava o dinheiro, dois guardas com rifles, um caixa e um contador bancário. Um fáeton cheio de soldados armados cavalgou atrás da diligência, e cossacos montados cavalgaram na frente, ao lado e atrás das carruagens.

### Ataque

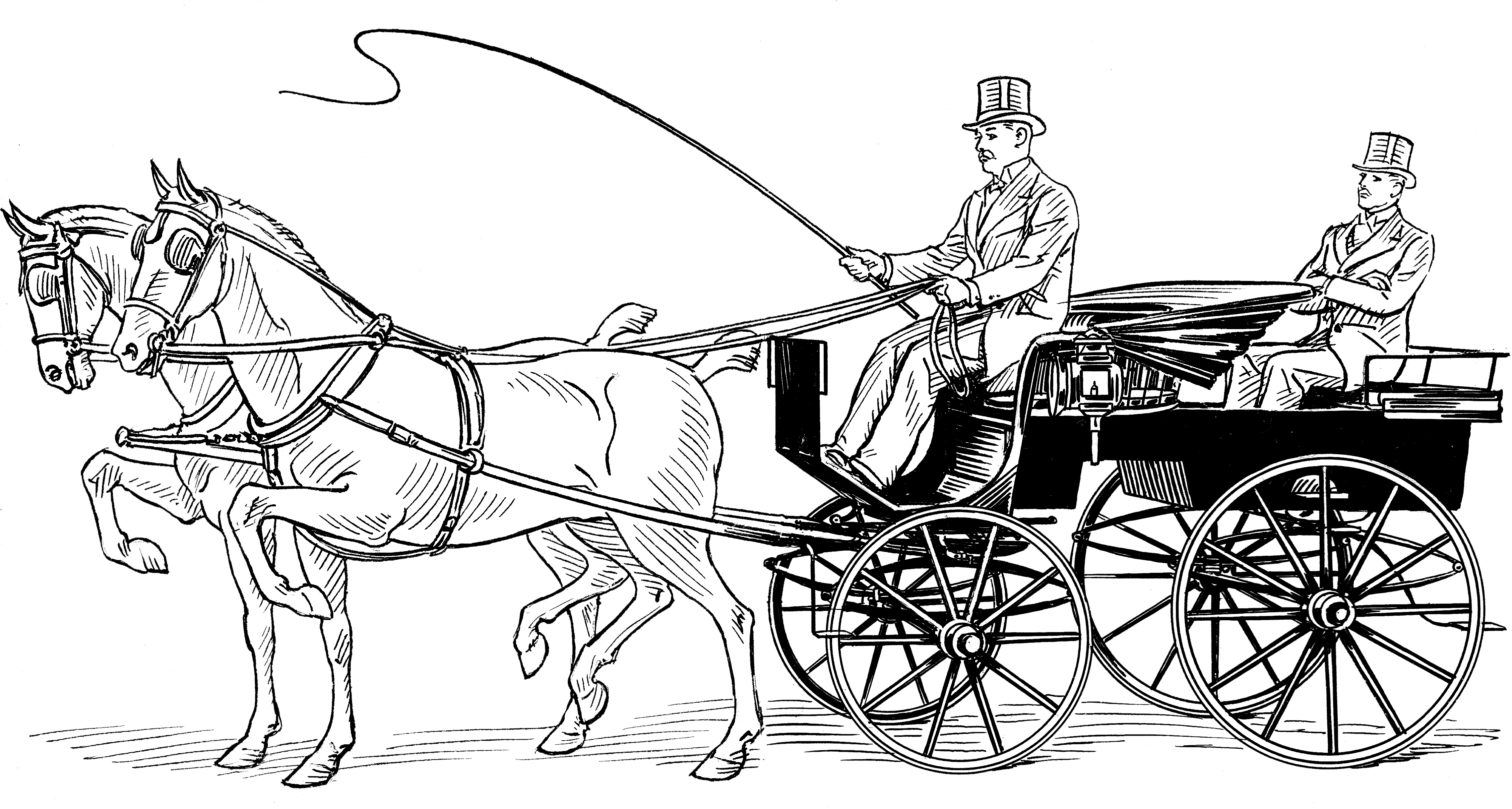
Um fáeton típico, usado no assalto

A diligência abriu caminho até a praça lotada às 10h30 da manhã. Kupriashvili deu o sinal, e os ladrões acertaram a carruagem com granadas, matando muitos cavalos e guardas, e seguranças que guardavam o veículo e a praça começaram a disparar. Bombas foram jogadas de todas as direções. O jornal georgiano Isari informou: "Ninguém poderia dizer se o terrível tiroteio era a explosão de canhões ou de bombas ... O som causou pânico em todos os lugares ... quase em toda a cidade, as pessoas começaram a correr. Carruagens e carroças galopavam". As explosões eram tão fortes que derrubaram chaminés próximas e quebraram cada painel de vidro ao redor de uma milha. Ekaterina Svanidze, a esposa de Stalin, estava parada em uma varanda em sua casa perto da praça com sua família e filho. Quando eles ouviram as explosões, voltaram para a casa apavorados.
Um dos cavalos feridos aproveitados na diligência fugiu puxando o veículo, sendo perseguido por Kupriashvili, Kamo e outro ladrão, Datiko Chibriashvili. Kupriashvili jogou uma granada que explodiu as pernas do animal, mas foi pego na explosão e arremessado atordoado no chão. Ele recuperou a consciência e saiu furtivamente da praça antes que a polícia e os reforços militares chegassem. Chibriashvili arrebatou os sacos de dinheiro da diligência enquanto Kamo subia disparando sua pistola, e eles e outro ladrão jogaram o dinheiro no fáeton de Kamo. Pressionados pelo tempo, inadvertidamente deixaram vinte mil rublos para trás, alguns dos quais foram empacotados por um dos motoristas da diligência que depois foi preso pelo roubo.

### Fuga e rescaldo

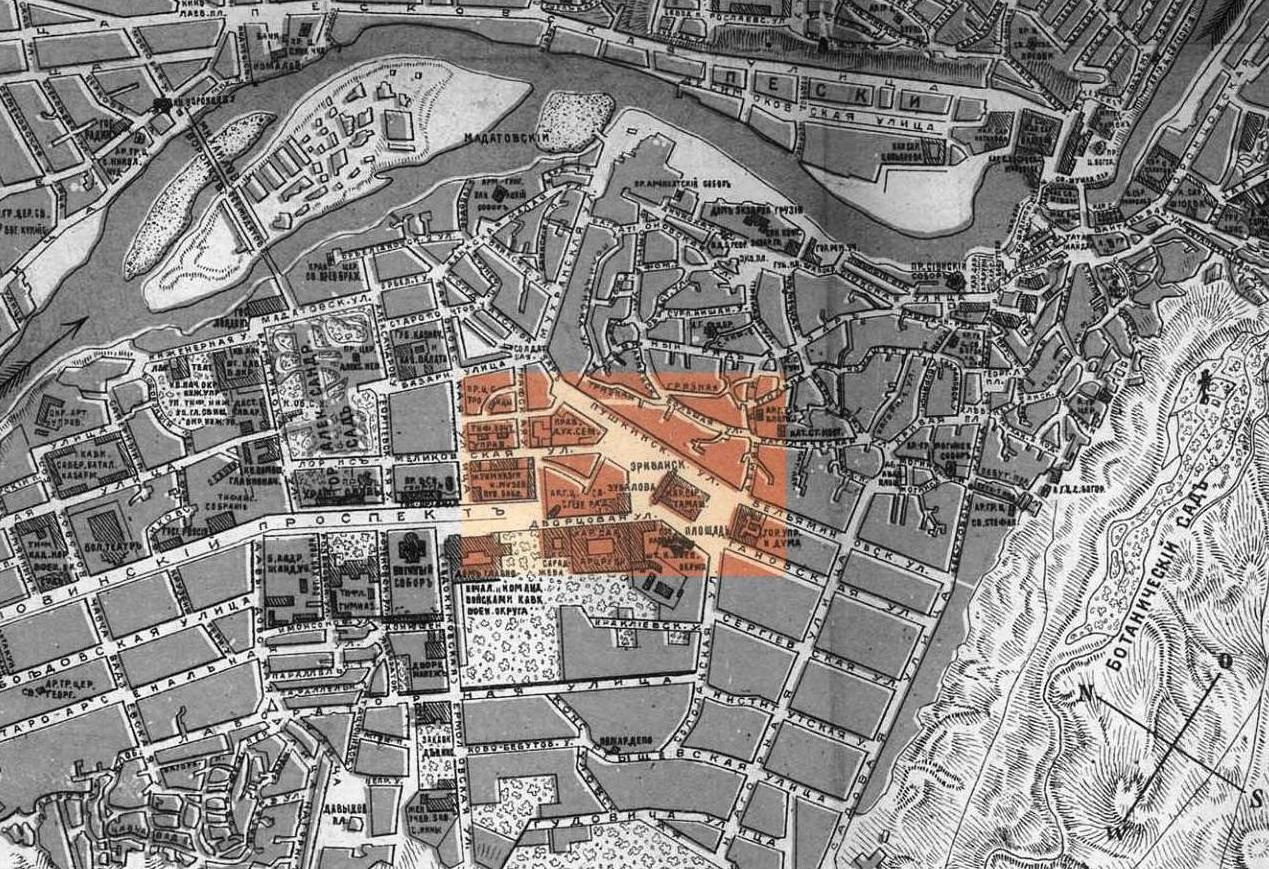
Um fragmento do mapa de Tíflis em 1913, destacando a Praça de Erevã e as ruas adjacentes

Depois de garantir o dinheiro, Kamo rapidamente saiu da praça; encontrando uma carruagem policial, ele fingiu ser um capitão da cavalaria, gritando: "O dinheiro está seguro. Corram para a praça". O delegado na carruagem obedeceu, percebendo apenas mais tarde que ele tinha sido enganado por um ladrão em fuga. Kamo, então, foi até a sede da gangue, onde mudou de uniforme. Todos os assaltantes rapidamente se dispersaram, e nenhum foi pego.
Um dos ladrões, Eliso Lominadze, roubou o uniforme de um professor para disfarçar-se e voltou para a praça, olhando para a carnificina. Cinquenta vítimas ficaram feridas na praça junto com os mortos e os cavalos. As autoridades declararam que apenas três pessoas morreram, mas documentos nos arquivos da Okhrana revelam que o número verdadeiro era de cerca de quarenta.
O Banco Estatal não tinha certeza de quanto realmente perdeu com o roubo, mas as melhores estimativas foram de cerca de 341 mil rublos, cerca de 3,4 milhões de dólares norte-americanos em 2008. Cerca de 91 mil rublos eram em notas pequenas não rastreáveis, com o resto em grandes notas de 500 rublos que eram difíceis de trocar porque seus números de série eram conhecidos pela polícia.

### O papel de Stalin

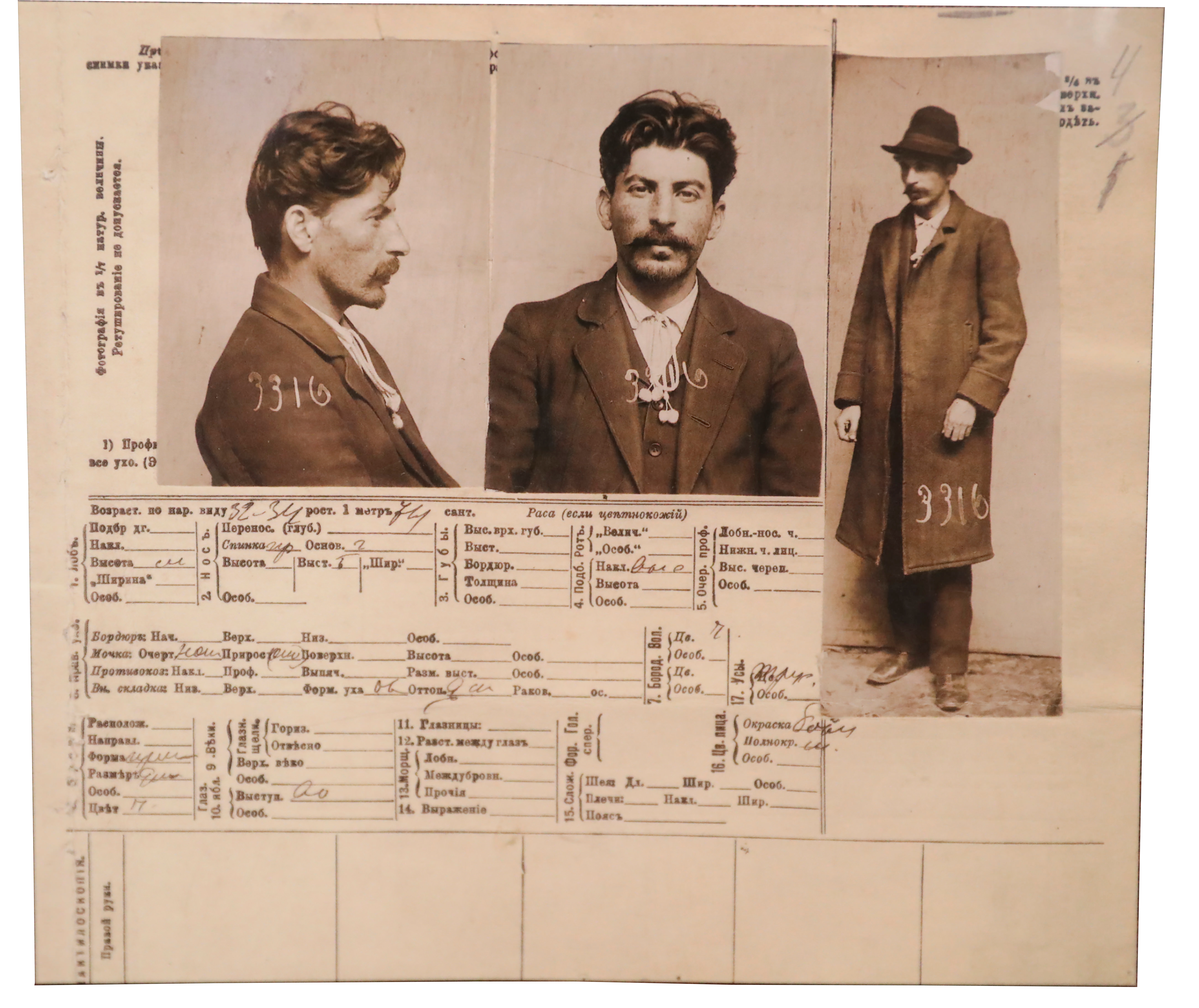
Cartão de informação sobre "I. V. Stalin", dos arquivos da polícia secreta czarista em São Petersburgo, 1911

As ações exatas de Stalin no dia do assalto são desconhecidas e disputadas. Uma fonte, P. A. Pavlenko, afirmou que ele atacou a própria carruagem e foi ferido por uma fração da bomba. Kamo afirmou posteriormente que seu chefe não havia participado ativamente do assalto e o observara de longe. Outra fonte declarou num relatório da polícia que ele "observou o derramamento de sangue, fumando um cigarro, do pátio de uma mansão". Outra fonte afirma que ele estava na estação ferroviária durante o assalto e não na praça. Sua cunhada afirmou que ele voltou para casa na noite do roubo e disse à família sobre seu sucesso.
Seu papel foi posteriormente questionado pelos colegas revolucionários Boris Nicolaevsky e Leon Trótski. Seu rival, o último seria assassinado posteriormente por ordens de Stalin. Em seu livro Stalin – Uma análise do homem e de sua influência, Trótski analisou muitas publicações descrevendo a expropriação de Tíflis e outras atividades militantes bolcheviques dessa época e concluiu: "Outros fizeram a luta; Stalin os supervisionou de longe". Em geral, de acordo com Nicolaevsky, "o papel desempenhado por Stalin nas atividades do grupo de Kamo foi posteriormente exagerado". Kun mais tarde descobriu documentos de arquivos oficiais, porém mostra claramente que "do final de 1904 ou início de 1905, Stalin tomou parte na elaboração de planos de expropriações", acrescentando: "Agora é certo que [ele] controlou das alas os planos iniciais do grupo" que realizou o assalto de Tíflis.

## Resposta e investigação de segurança

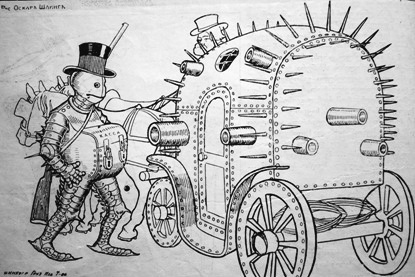
"Equipamento necessário para transferência do dinheiro", uma caricatura de Oscar Schmerling da imprensa georgiana, 1906

O assalto apareceu em manchetes em todo o mundo: "Chuva de Bombas: Revolucionários Causam Destruição em Grande Multidão" no Daily Mirror e "Bombardeio em Tíflis" no The Times, ambos de Londres; "Catástrofe!" no Le Temps de Paris e "Bomba Mata Muitos; $170,000 Roubados" no The New York Times.
As autoridades mobilizaram o exército, fecharam as estradas e cercaram a praça na esperança de proteger o dinheiro e capturar os criminosos. Uma unidade de detetive especial foi trazida para liderar a investigação policial. Infelizmente para os investigadores, o relato das testemunhas era confuso e conflitante, e as autoridades não sabiam qual grupo era responsável pelo assalto. Socialistas poloneses, armênios, anarquistas, socialistas-revolucionários e até mesmo o próprio Estado russo foram responsabilizados.
De acordo com Brackman, vários dias após o assalto, o oficial de Okhrana, Mukhtarov, questionou Stalin em um apartamento secreto. Os agentes ouviram rumores de que o bolchevique georgiano fora visto assistindo passivamente o assalto. Mukhtarov perguntou ao interrogado por que ele não havia informado sobre isso, e ele respondeu que forneceu informações adequadas às autoridades para evitar o roubo. O questionamento evoluiu numa discussão acalorada; Mukhtarov o atingiu no rosto e teve que ser reprimido por outros oficiais da Okhrana. Após este incidente, o agente policial foi suspenso da polícia secreta, e Stalin foi condenado a deixar Tíflis e ir a Baku para aguardar uma decisão no caso. Stalin deixou Baku com 20 mil rublos roubados em julho de 1907. Embora Brackman afirma ter encontrado evidências desse incidente, se Stalin cooperou com o Okhrana durante sua juventude tem sido objeto de debate entre historiadores por muitas décadas e ainda precisa ser resolvido.

## Movendo o dinheiro e a prisão de Kamo
Os fundos do roubo foram originalmente mantidos na casa de Mikha e Maro Bochoridze, amigos de Stalin em Tíflis. O dinheiro foi costurado em um colchão para que ele pudesse ser movido e armazenado facilmente sem levantar suspeitas. O colchão foi transferido para outra casa segura, depois colocado no sofá do diretor do Observatório Meteorológico da cidade, possivelmente porque Stalin já havia trabalhado lá. Algumas fontes afirmam que o próprio ajudou a colocar o dinheiro no observatório. O diretor afirmou não saber que o dinheiro roubado havia sido armazenado sob seu teto.
Uma grande parte do dinheiro roubado foi finalmente movido por Kamo, que o levou para Lenin na Finlândia, que era, então, parte do Império Russo. Kamo passou os meses de verão restantes ficando com Lenin na sua datcha (casa de campo). Naquele outono, o revolucionário armênio viajou para Paris e à Bélgica para comprar armas e munições, e para a Bulgária comprar 200 detonadores. Ele viajou para Berlim e entregou uma carta de Lenin a um proeminente médico bolchevique, Jacob Zhitomirsky, pedindo-lhe que tratasse seu olho, que não havia se curado completamente da explosão da bomba. Desconhecido por Lenin, Zhitomirsky trabalhava secretamente como agente do governo russo e informou rapidamente a Okhrana, que pediu à polícia de Berlim sua prisão. Quando o fizeram, encontraram um passaporte austríaco forjado e uma mala com os detonadores, que ele planejava usar em outro grande roubo de banco.

## Trocando as notas marcadas

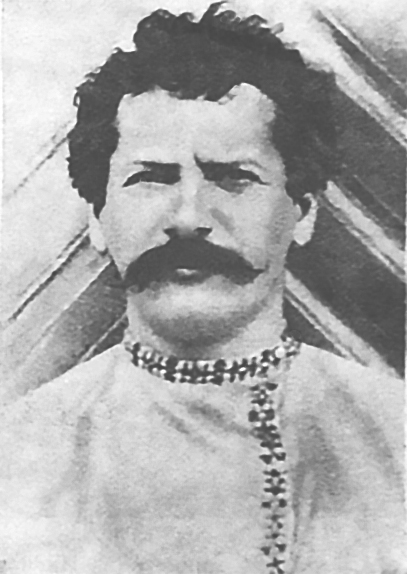
Maxim Litvinov em 1902

Depois de ouvir sobre a prisão de Kamo, Lenin temia que ele também pudesse ser preso e fugiu da Finlândia com sua esposa. Para evitar ser seguido, andou 4.8 km num lago congelado durante a noite para pegar um navio em uma ilha próxima. Em sua jornada através do gelo, Lenin e seus dois companheiros quase se afogaram quando começou a ceder sob eles; o líder bolchevique admitiu mais tarde que parecia que seria uma "maneira estúpida de morrer". Ele e sua esposa escaparam e dirigiram-se para a Suíça.
As notas não marcadas do roubo eram fáceis de trocar, mas os números de série das notas de 500 rublos eram conhecidos pelas autoridades, tornando-as impossíveis de trocar nos bancos russos. No final de 1907, Lenin decidiu trocar as notas remanescentes de 500 rublos no exterior. Krasin pediu ao seu falsificador para tentar mudar alguns dos números de série. Duzentas dessas notas foram transportadas para o exterior por Martyn Lyadov (elas foram costuradas em seu colete pelas esposas de Bogdanov e Lenin na sede deste último em Kuokkala). O plano de Lenin era que várias pessoas trocassem as notas roubadas de 500 rublos simultaneamente em vários bancos por toda a Europa. Zhitomirsky ouviu falar do plano e o informou à Okhrana, que contatou os departamentos de polícia em toda a Europa pedindo-lhes para prender qualquer pessoa que tentasse descontar as notas.
Em janeiro de 1908, várias pessoas foram presas enquanto tentavam trocar as notas. O The New York Times relatou que uma mulher que tentou descontar uma nota de 500 rublos posteriormente tentou engolir provas de seus planos de encontrar seus cúmplices depois que a polícia foi convocada, mas a polícia a impediu de engolir o papel, agarrando sua garganta, pegando o papel e depois prendendo seus cúmplices na estação de trem. O mais proeminente entre os presos era Maxim Litvinov, preso enquanto embarcava num trem com sua amante na Gare du Nord, em Paris, com doze das notas de 500 rublos que pretendia descontar em Londres. O ministro da Justiça francês expulsou Litvinov e sua amante do território nacional, ultrajando o governo russo, que havia solicitado sua extradição. Oficialmente, o governo francês declarou que o pedido de extradição da Rússia havia sido apresentado tarde demais, mas, segundo alguns relatos, eles negaram a extradição porque os socialistas franceses fizeram pressão política para garantir sua libertação.
Nadežda Krupskaja, esposa de Lenin, discutiu esses eventos em suas memórias:
O dinheiro obtido no ataque de Tíflis foi entregue aos bolcheviques para fins revolucionários. Mas o dinheiro não poderia ser usado. Eram todas notas de 500 rublos, que tinham que ser mudadas. Isso não poderia ser feito na Rússia, já que os bancos sempre tinham listas dos números das notas em tais casos ...O dinheiro era um mal necessário. E assim um grupo de camaradas fez uma tentativa de mudar as notas de 500 rublos simultaneamente em várias cidades no exterior, poucos dias depois da nossa chegada ... Zhitomirsky havia alertado a polícia sobre a tentativa de mudar as notas de rublo, e os envolvidos foram presos. Um membro do grupo de Zurique, um Lett, foi preso em Estocolmo, e Olga Ravich, membro do grupo de Genebra, que havia retornado recentemente da Rússia, foi presa em Munique com Bogdassarian e Khojamirian. Em Genebra, N. A. Semashko foi preso depois que um cartão postal endereçado a um dos homens presos foi entregue em sua casa.
Brackman afirma que, apesar das prisões, Lenin continuou suas tentativas de trocar as notas de 500 rublos e conseguiu negociar algumas delas por dez mil com uma mulher desconhecida em Moscou. De acordo com Nicolaevsky, no entanto, o líder dos bolcheviques abandonou as tentativas de trocar as notas após as prisões, mas Bogdanov tentou (e não conseguiu) trocar algumas notas na América do Norte, enquanto Krasin conseguiu forjar novos números de série e conseguiu trocar várias outras notas. Logo depois, os associados de Lenin queimaram todas as notas de 500 rublos que estavam em sua posse.

## Julgamento de Kamo
Resignado à morte, absolutamente calmo. No meu túmulo já deveria haver grama crescendo seis pés de altura. Não se pode escapar da morte para sempre. É preciso morrer algum dia. Mas vou tentar a minha sorte de novo. Tentar qualquer forma de fuga. Talvez tenhamos mais uma vez que rir dos nossos inimigos ... Estou a ferros. O que você gosta. Eu estou pronto para qualquer coisa." —Nota de Kamo para um companheiro de prisão em 1912 enquanto aguarda a pena de morte.

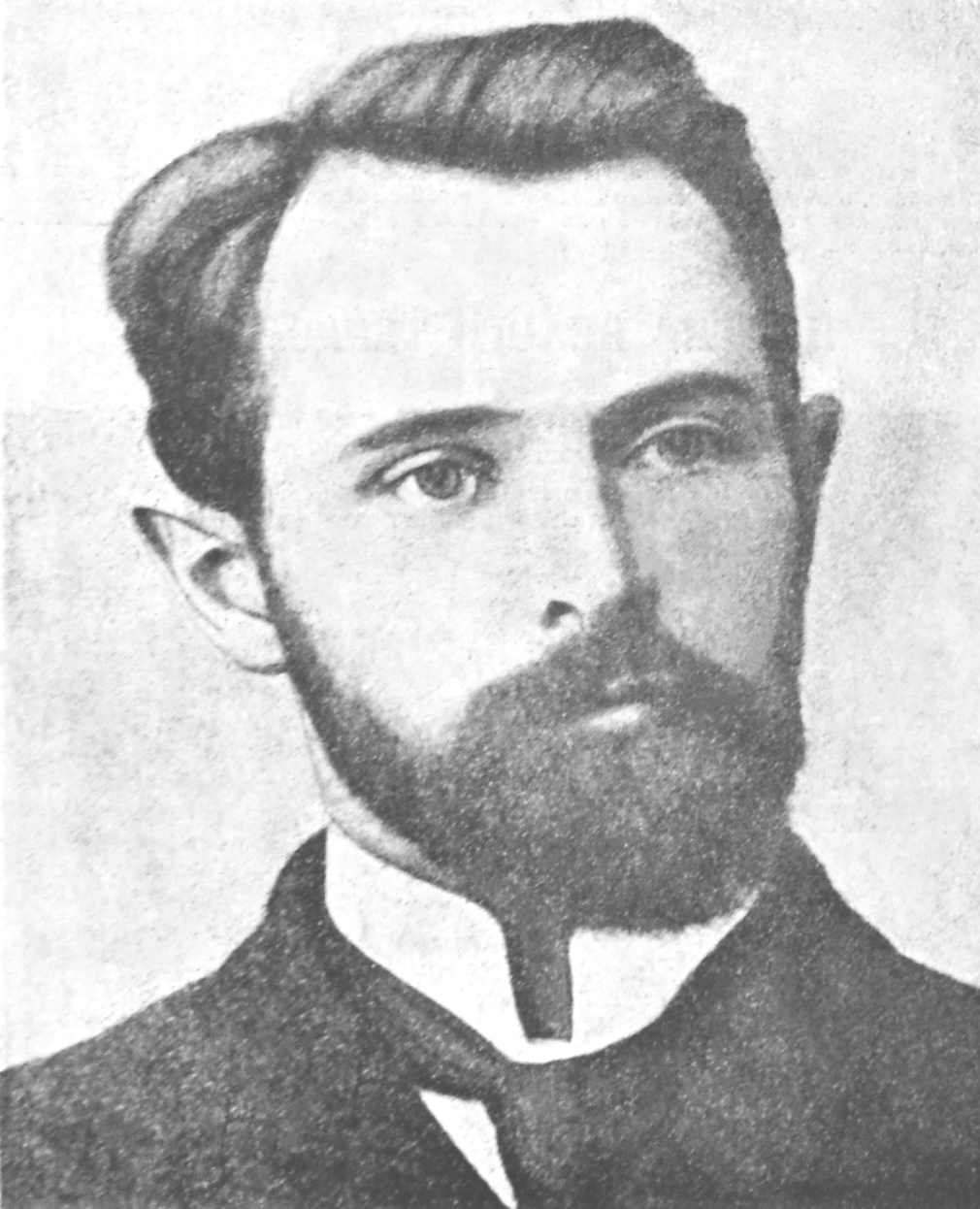
Leonid Krasin por volta de 1903

Depois que Kamo foi preso em Berlim e aguardava julgamento, ele recebeu uma nota de Krasin através de seu advogado Oscar Kohn dizendo-lhe para fingir insanidade para que ele fosse declarado incapaz de ser julgado. Para demonstrar sua insanidade, recusou comida, rasgou as roupas, arrancou os cabelos, tentou se enforcar, cortou os pulsos e comeu seu próprio excremento. Para ter certeza de que ele não estava fingindo, os médicos alemães prendiam alfinetes sob as unhas, batiam nas costas dele com uma agulha comprida e o queimavam com ferros quentes, mas ele não mudou a atuação. Depois de todos esses testes, o médico-chefe do asilo de Berlim escreveu em junho de 1909 que "não há fundamento para a crença de que [Kamo] está fingindo insanidade. Ele é, sem dúvida, mentalmente doente, é incapaz de comparecer perante um tribunal ou de cumprir uma sentença. É extremamente duvidoso que ele possa se recuperar completamente."
Em 1909, Kamo foi extraditado para uma prisão russa, onde continuou a fingir insanidade. Em abril de 1910, ele foi julgado por seu papel no roubo de Tíflis, onde ignorou o processo e abertamente alimentou um pássaro de estimação que ele tinha escondido em sua camisa. O julgamento foi suspenso enquanto as autoridades determinaram sua sanidade. O tribunal acabou descobrindo que ele era são quando cometeu o roubo de Tíflis, mas estava atualmente doente mental e deveria ficar confinado até que se recuperasse. Em agosto do ano seguinte, após fingir insanidade por mais de três anos, Kamo escapou da enfermaria psiquiátrica de uma prisão em Tíflis, atravessando as grades da janela e descendo uma corda caseira.
Kamo depois discutiu essas experiências:
O que eu posso te dizer? Eles me jogaram, me bateram nas pernas e coisas do tipo. Um dos homens me forçou a olhar no espelho. Lá eu vi - não o reflexo de mim mesmo, mas sim de um homem magro, parecido com um macaco, pavoroso e horrível, rangendo os dentes. Eu refleti para mim mesmo: "Talvez eu tenha realmente enlouquecido!" Foi um momento terrível, mas me recuperei e cuspi no espelho. Você sabe que eu acho que eles gostaram disso ... Eu pensei muito: "Eu vou sobreviver ou vou mesmo enlouquecer?" Isso não foi bom. Eu não tenho fé em mim, sabe? ... [As autoridades], é claro, conhecem seus negócios, sua ciência. Mas eles não conhecem os caucasianos. Talvez todo caucasiano seja insano, na medida em que estão em causa. Bem, quem vai enlouquecer quem? Nada se desenvolveu. Eles ficaram com suas armas e eu com as minhas. Em Tíflis, eles não me torturaram. Aparentemente, eles pensaram que os alemães não podem cometer erros.
Depois de escapar, Kamo se encontrou com Lenin em Paris, e ficou angustiado ao ouvir que uma "ruptura havia ocorrido" entre Lenin, Bogdanov e Krasin. Disse ao líder bolchevique sobre sua prisão e como simulara insanidade enquanto estava encarcerado. Depois de deixar Paris, finalmente encontrou-se com Krasin e planejou outro assalto à mão armada. Kamo foi capturado antes do roubo e foi levado a julgamento em Tíflis em 1913 por suas façanhas, incluindo o roubo ao banco da cidade. Desta vez, não fingiu insanidade enquanto estava preso, mas fingiu que tinha esquecido tudo o que aconteceu com ele quando era anteriormente "insano". O julgamento foi breve e ele recebeu quatro sentenças de morte.
Aparentemente condenado à morte, Kamo teve a boa sorte junto com outros prisioneiros para ter sua sentença comutada para uma longa prisão como parte das comemorações do tricentenário da dinastia Romanov em 1913. Foi libertado da prisão após a Revolução de Fevereiro de 1917.

## Rescaldo

### Efeito nos bolcheviques
Além de Kamo, nenhum dos organizadores do roubo foi levado a julgamento, e inicialmente não ficou claro quem estava por trás do ataque, mas depois da prisão dele, Litvinov e outros, o envolvimento bolchevique tornou-se óbvio. Os mencheviques se sentiram traídos e zangados; o roubo provou que o Centro Bolchevique operava independentemente do Comitê Central unificado e tomava medidas explicitamente proibidas pelo congresso do partido. O líder dos mencheviques, Gueorgui Plekhanov, pediu a separação da facção adversária. Julius Martov, partidário de Plekhanov, disse que o Centro Bolchevique era algo entre um comitê central de facções secretas e uma gangue criminosa. O comitê do partido em Tíflis expulsou Stalin e vários membros pelo roubo. As investigações do partido sobre a conduta de Lenin foram frustradas pelos bolcheviques.
O assalto tornou os bolcheviques ainda menos populares na Geórgia e os deixou sem uma liderança eficaz na cidade. Após a morte por causas naturais de sua esposa Ekaterina Svanidze em novembro de 1907, Stalin raramente voltou à cidade. Outros líderes do partido na Geórgia, como Mikhail Tskhakaya e Filipp Makharadze, estavam praticamente ausentes do país depois de 1907. Outro proeminente bolchevique de Tíflis, Stepán Shaumián, mudou-se para Baku. A popularidade dos bolcheviques na região continuou a cair e, em 1911, havia apenas cerca de cem membros do partido na cidade.
O roubo também tornou o Centro Bolchevique impopular principalmente entre os grupos sociais-democratas europeus. O desejo de Lenin de se distanciar do legado do roubo pode ter sido uma das fontes do conflito entre ele e Bogdanov e Krasin. Stalin se distanciou da gangue de Kamo e nunca divulgou seu papel no roubo.

### Destino dos envolvidos
Depois da Revolução Russa de 1917, muitos dos bolcheviques envolvidos no assalto conquistaram o poder político na nova União Soviética. Lenin tornou-se seu primeiro governante até sua morte em 1924, seguido por Stalin até este falecer em 1953. Maxim Litvinov tornou-se um diplomata soviético, servindo como Comissário do Povo para Assuntos Estrangeiros (1930–1939). Leonid Krasin inicialmente abandonou a política após romper com Lenin em 1909, mas voltou aos bolcheviques após a Revolução de 1917 e serviu como representante comercial do país em Londres e como Comissário do Povo para o Comércio Exterior até sua morte em 1926.
Após a libertação de Kamo da prisão, ele trabalhou na alfândega soviética, por alguns relatos, porque era muito instável para trabalhar para a polícia secreta. Morreu em 1922 quando um caminhão bateu nele enquanto estava pedalando. Embora não haja provas de crime, alguns teorizam que Stalin ordenou sua morte para mantê-lo quieto.
Bogdanov foi expulso do partido em 1909, ostensivamente sobre diferenças filosóficas. Após a Revolução Bolchevique, tornou-se o principal ideólogo da Proletkult, uma organização criada para promover uma nova cultura proletária.

### Monumento
A Praça Erevã, onde ocorreu o roubo, foi renomeada Praça Lenin pelas autoridades soviéticas em 1921, e uma grande estátua do líder soviético foi erguida em sua homenagem em 1956. Apesar de ter sido condenado pelo roubo sangrento, Kamo foi originalmente enterrado e tinha um monumento erguido em sua honra nos Jardins Pushkin, perto da Praça Erevã. Criado pelo escultor Iakob Nikoladze, foi removido durante o governo de Stalin, e os restos mortais de Kamo foram transferidos para outro local. A estátua de Lenin foi demolida em agosto de 1991 — um dos momentos finais da União Soviética — e substituída pelo Monumento da Liberdade em 2006. O nome da praça foi mudado de Praça Lenin para Praça da Liberdade em 1991.